# Морелос
Морелос (шп. Estado de Morelos), мексичка је држава у централном делу земље, јужно од Града Мексика. Основана је 1869. То је једна од најмањих држава Мексика са површином од 4.950 km², и око 1,6 милиона становника. 
Главни град је Куернавака. Држава је добила име по хероју из Мексичког рата за независност Хосе Марији Морелосу. У Морелосу је рођен револуционар Емилијано Запата. 
Због погодне и благе климе у држави Морелос се налазе многе бање. 

## Становништво
| 1990.     | 1995.     | 2000.     | 2005.     | 2010.     |
| --------- | --------- | --------- | --------- | --------- |
| 1.195.059 | 1.442.662 | 1.555.296 | 1.612.899 | 1 777 227 |